# Robert Griess (Kabarettist)
Robert Griess (* 1966) ist ein deutscher Kabarettist und Autor aus Köln.

## Leben und Wirken
Nach dem Abitur studierte Robert Griess Theater-, Film- und Fernsehwissenschaften an der Ruhr-Universität Bochum, bildete mit mehreren Gleichgesinnten eine Kabarettgruppe und arbeitete schließlich als Solist weiter. Er schrieb für das Kinderfernsehprogramm Käptn Blaubär und Texte für Kabarettisten wie Dieter Hallervorden und Simone Solga. 2006 etablierte er die Schlachtplatte-Endabrechnung, einen Jahresrückblick.
Seit 2010 ist er künstlerischer Leiter des Kölner Festivals für politisches Kabarett. Griess tourt deutschlandweit mit seinem Programm Geht's noch. Er stellt dabei die Figur des Kölner Proleten Stapper und des linken Geisteswissenschaftlers Schober dar. Angesichts der Auswirkungen der COVID-19-Pandemie kündigte Griess 2022 an, ein entsprechendes Kabarettprogramm verfasst zu haben. Außerdem betreibt er Aktionen, die pandemiebedingte Probleme im Kulturbereich zeigen sollen.
Griess hat zwei Kinder.

## Texte
- Stappers Revolte. Verlag Tag & Nacht, München 2012, ISBN 978-3-442-83006-0.[1]

## Auszeichnungen
- 1988: St. Ingberter Pfanne[1]
- 1997: Scharfe Barte
- 2008: Kenzinger-Original-Kleinkunstpreis[6]
- 2021: Morenhovener Lupe[7]